# Ujung Gading (Sungai Kanan)
Ujung Gading is een bestuurslaag in het regentschap Labuhan Batu Selatan van de provincie Noord-Sumatra, Indonesië. Ujung Gading telt 2169 inwoners (volkstelling 2010).